# Erythrolamprus bizona
Espèce
Synonymes
- Erythrolamprus aesculapii var. bizona Jan, 1863
- Erythrolamprus bizonus Jan, 1863

Statut de conservation UICN

 LC  : Préoccupation mineure
Erythrolamprus bizona  est une espèce de serpents de la famille des Dipsadidae.

## Répartition
Cette espèce se rencontre :
- au Nicaragua ;
- au Costa Rica ;
- au Panama ;
- en Colombie ;
- dans le nord du Venezuela.

## Publication originale
- Jan, 1863 : Enumerazione sistematica degli ofidi appartenenti al gruppo Coronellidae. Archivio per la zoologia, l'anatomia e la fisiologia, vol. 2, no 2, p. 213-330 (texte intégral).